# ハト国際空港
ハト国際空港（英語: Hato International Airport、オランダ語: Hato Internationale luchthaven）は、オランダ王国の構成国キュラソー（旧オランダ領アンティル）のウィレムスタット近郊、ハト村にある国際空港である。正式にはキュラソー国際空港（Curaçao International Airport）と呼ばれる。
カリブ海沿岸にある空港では2番目に長い滑走路を持つ（最も長い滑走路はプエルトリコ、ラファエル・ヘルナンデス国際空港の3,567m）。

## 歴史
1920年代、かつてプランテーションがあった場所に建設された。当時、所在地のハト村を採ってハト空港と呼ばれた。ハト空港は1934年12月に実施されたKLMオランダ航空の初となる大西洋横断の目的地の一つに選ばれた。改造されたフォッカー社のF.XVIIは12月19日にカーボベルデを出発し、20日にスリナム（当時はオランダ植民地）に到着し横断に成功した。一行はそのあとベネズエラのラ・グアイラを経由し、22日にハト空港に到着した。到着時は島民数千人が集まって一行を歓迎し、キュラソー知事は女王に代わって乗務員に騎士団章を授与した。翌日、一行は最終目的地のアルバへ到着し全行程が終了した。1935年1月19日にKLMオランダ航空がキュラソー（ハト空港）とアルバ（アルバ空港）を結ぶ路線に就航。その後ハト空港はハブ空港としてカリブ海の島々・大陸沿岸部を結んだ。1941年の真珠湾攻撃によってアメリカ合衆国が参戦し、戦火の拡大によってカリブ海の船舶航行が危険視されるようになると、更に航空サービスが重要視されるようになった。KLMオランダ航空は1943年8月にキュラソー-マイアミ間に就航し、パンアメリカン航空の全米ネットワークに接続することで戦争期の航空輸送に寄与した。
1954年1月5日、KLMオランダ航空の創設者にしてオランダの航空の父と呼ばれるアルベルト・プレスマンに敬意を示し、ドクター・アルベルト・プレスマン国際空港（Dr. Albert Plesman International Airport）へ改称。その後しばらくしてキュラソー国際空港（Curaçao International Airport）へ改称している。
2006年に新しいターミナルがオープンし、1600万人の利用者数を記録した。